# Condado de Glades
El condado de Glades es un condado ubicado en el estado de Florida. En 2000, su población era de 10 576 habitantes. Su sede está en Moore Haven.

## Historia
El Condado de Glades fue creado en 1921. Su nombre proviene de la región conocida como los Everglades.

## Demografía
Según el censo de 2000, el condado cuenta con 10 576 habitantes, 3852 hogares y 2765 familias residentes. La densidad de población es de 5 hab/km² (14 hab/mi²). Hay 5790 unidades habitacionales con una densidad promedio de 3 u.a./km² (8 u.a./mi²). La composición racial de la población del condado es 76,99% Blanca, 10,53% Afroamericana o Negra, 4,93% Nativa americana, 0,33% Asiática, 0,02% De las islas del Pacífico, 5,63% de Otros orígenes y 1,58% de dos o más razas. El 15,07% de la población es de origen Hispano o Latino cualquiera sea su raza de origen.
De los 3852 hogares, en el 25,80% de ellos viven menores de edad, 58,30% están formados por parejas casadas que viven juntas, 8,60% son llevados por una mujer sin esposo presente y 28,20% no son familias. El 22,70% de todos los hogares están formados por una sola persona y 11,40% de ellos incluyen a una persona de más de 65 años. El promedio de habitantes por hogar es de 2,51 y el tamaño promedio de las familias es de 2,91 personas.
El 22,10% de la población del condado tiene menos de 18 años, el 7,60% tiene entre 18 y 24 años, el 27,00% tiene entre 25 y 44 años, el 24,50% tiene entre 45 y 64 años y el 18,80% tiene más de 65 años de edad. La edad media es de 40 años. Por cada 100 mujeres hay 121,50 hombres y por cada 100 mujeres de más de 18 años hay 125,40 hombres.
La renta media de un hogar del condado es de $30 774, y la renta media de una familia es de $34 223. Los hombres ganan en promedio $29 196 contra $20 987 para las mujeres. La renta per cápita en el condado es de $15 338. 15,20% de la población y 10,70% de las familias tienen rentas por debajo del nivel de pobreza. De la población total bajo el nivel de pobreza, el 18,20% son menores de 18 y el 11,20% son mayores de 65 años.

## Ciudades y pueblos
- Buckhead Ridge (no incorporada como municipalidad)
- Moore Haven (Sede del condado)
- Lakeport (no incorporada como municipalidad)
- Palmdale (no incorporada como municipalidad)
- Reserva indígena Brighton Seminole